# Дубровка (Шатурский район)
Дубровка — деревня в Шатурском муниципальном районе Московской области. Входит в состав Дмитровского сельского поселения. Население — 79 чел. (2010). Известна с 1730 года.

## Расположение
Деревня Дубровка расположена в южной части Шатурского района, на 136 км Егорьевского шоссе. Расстояние до МКАД порядка 143 км, высота над уровнем моря 133 м.

## Название
В письменных источниках деревня упоминается как Дубровка (ранее Ветхова, Ветхая) .
Название деревни связано с народным термином дуброва — лес из деревьев одной породы, особенно лиственный; густой, дремучий лес или просто лес.

## История
С середины XVIII века и до 1782 года деревня Дубровка относилась к стану Муромское сельцо Владимирского уезда.
1711 год. Вотчина Протопоповой Федосьи Ивановны.
1730 год. Вотчина Крылова Василия Герасимова.
1750 год. Вотчина капрала Крылова Василия Герасимова. 22 двора — 133 жителя (81 мужчина, 52 женщины)
1766 год. Вотчина капитан-прапорщика Матюшкина Григория Афанасьевича. 29 дворов — 209 жителей (108 мужчин, 101 женщина).
В 1782 году деревня принадлежала Шетневой (Лопухиной) Екатерине Николаевне, дочери Шетнева Николая Лаврентьева. А ей досталась по наследству от родного деда — гвардии капитан-поручика Матюшкина Григория Афанасьевича.
По ревизии 1782 года в деревне проживало — 259 человек (мужчин — 132, женщин — 127).
По ревизии 1795 года в деревне проживало — 330 человек (мужчин — 158, женщин — 172).
По ревизии 1815 года в деревне проживало — 456 человек (мужчин — 222, женщин — 234).
В 1820 года деревня в качестве приданого младшей дочери Лопухиной Екатерины Николаевны — Софьи Петровны (1798—1825) достается Лобанову-Ростовскому Алексею Яковлевичу, за которого она выходит замуж.
Последним владельцем деревни перед отменой крепостного права был князь Дмитрий Алексеевич Лобанов-Ростовский.
После отмены крепостного права деревня вошла в состав Дубровской волости.
В советское время деревня входила в Середниковский сельсовет.

## Население
| 1858 | 1859 | 1868 | 1885  | 1905  | 1970 | 1993 |
| ---- | ---- | ---- | ----- | ----- | ---- | ---- |
| 779  | →779 | ↗899 | ↗1062 | ↗1278 | ↘264 | ↘124 |
| 2002 | 2006 | 2010 |       |       |      |      |
| ↗139 | ↘131 | ↘79  |       |       |      |      |

## Галерея

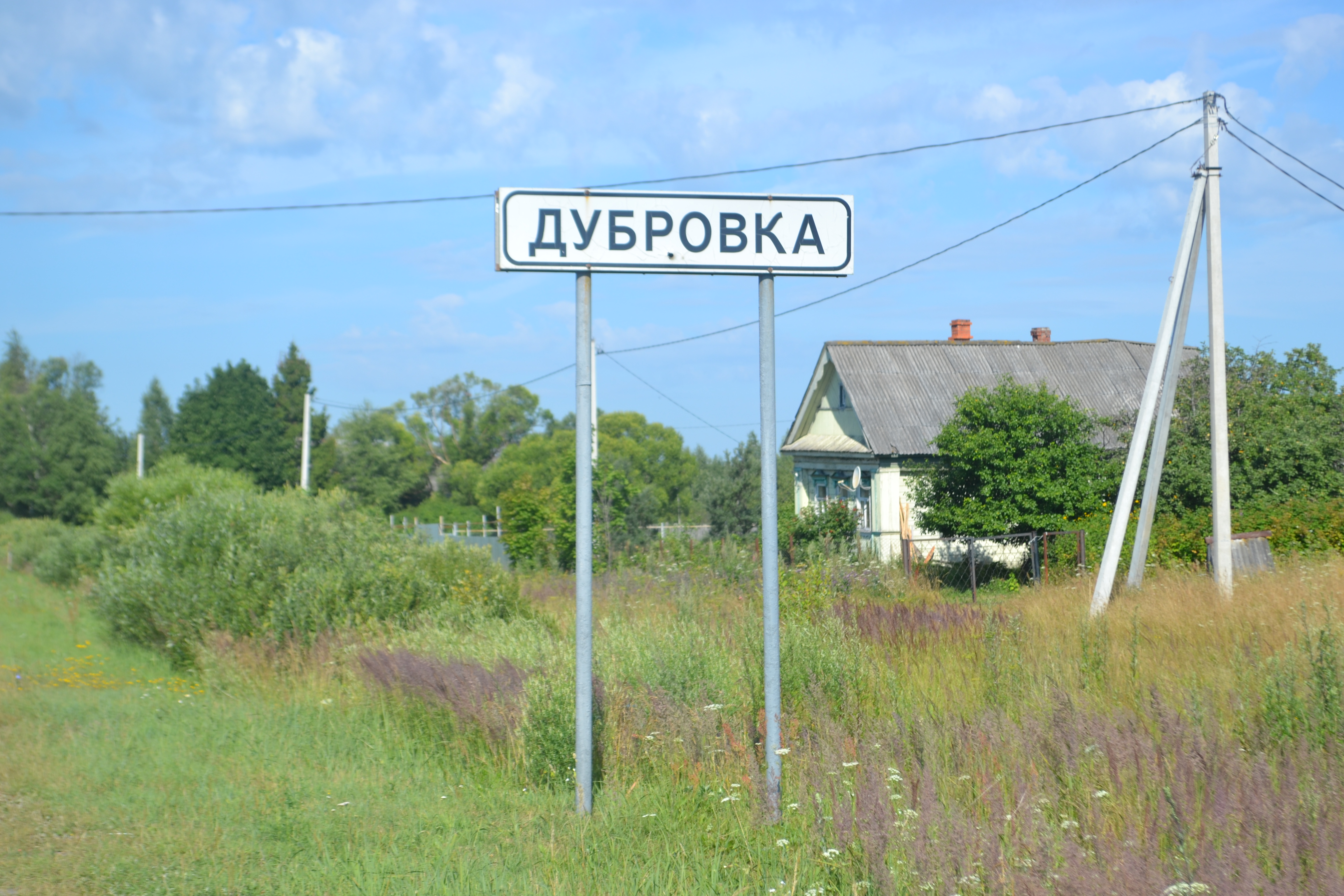
Дорожный указатель на деревню
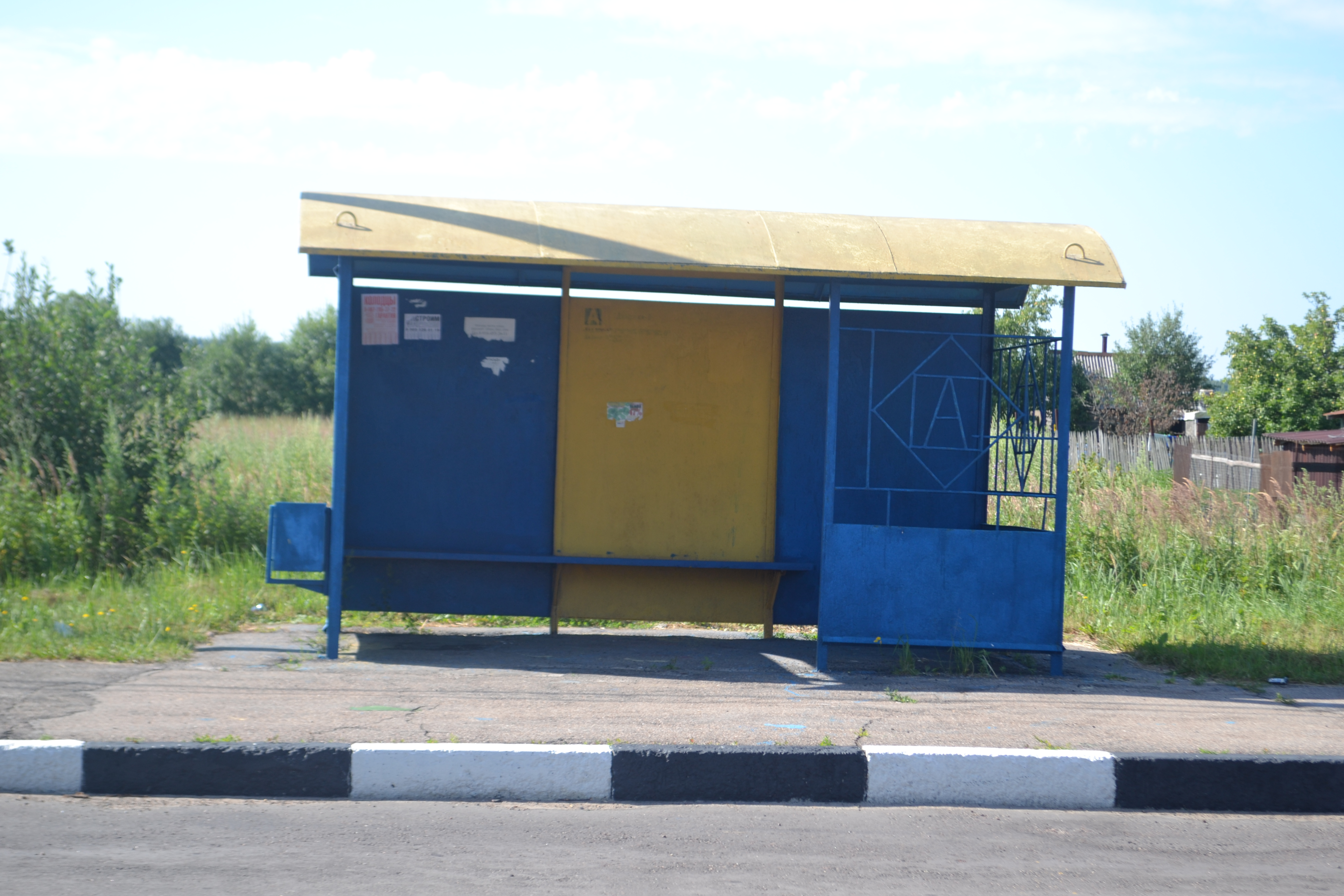
Остановка Дубровка
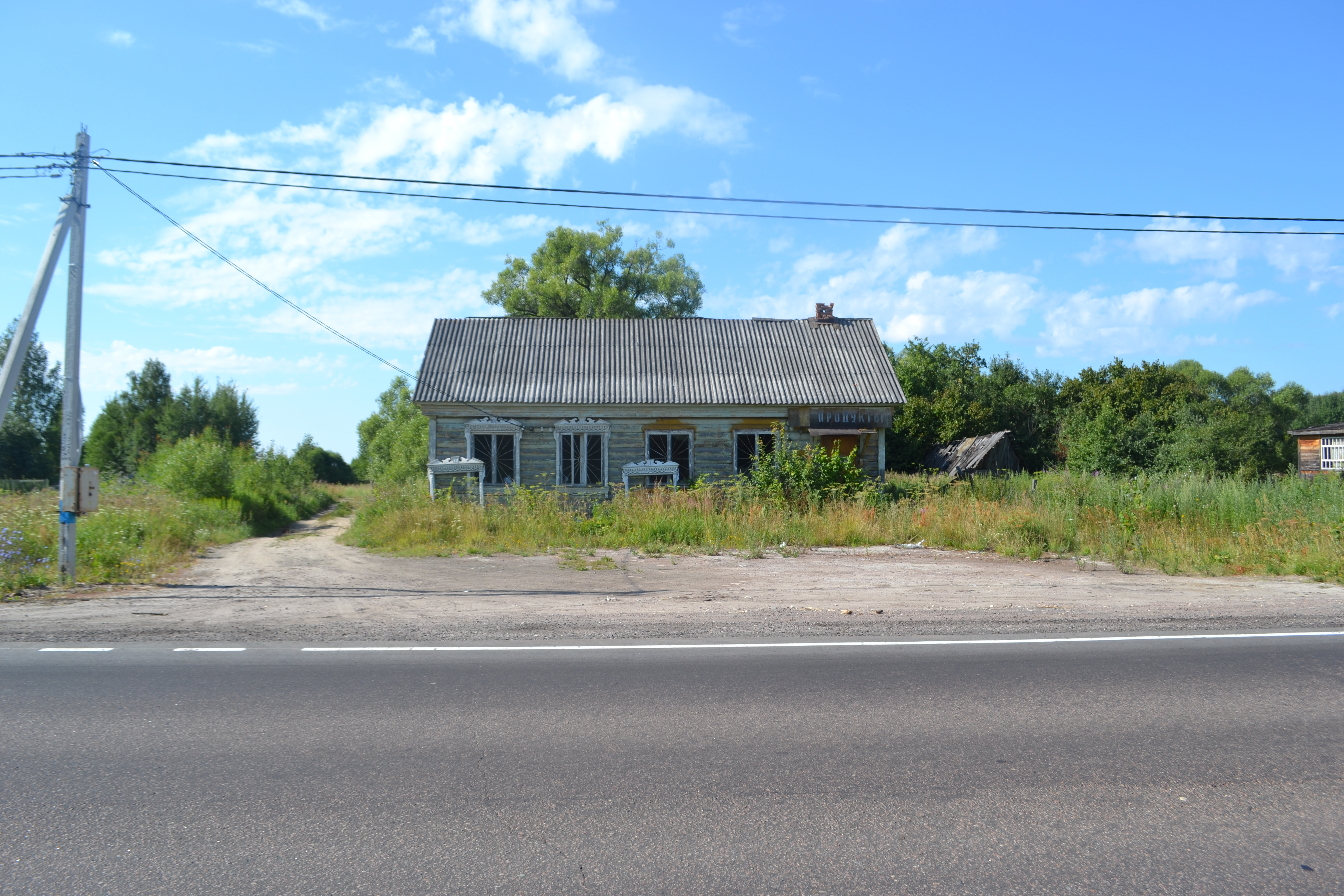
Бывший магазин
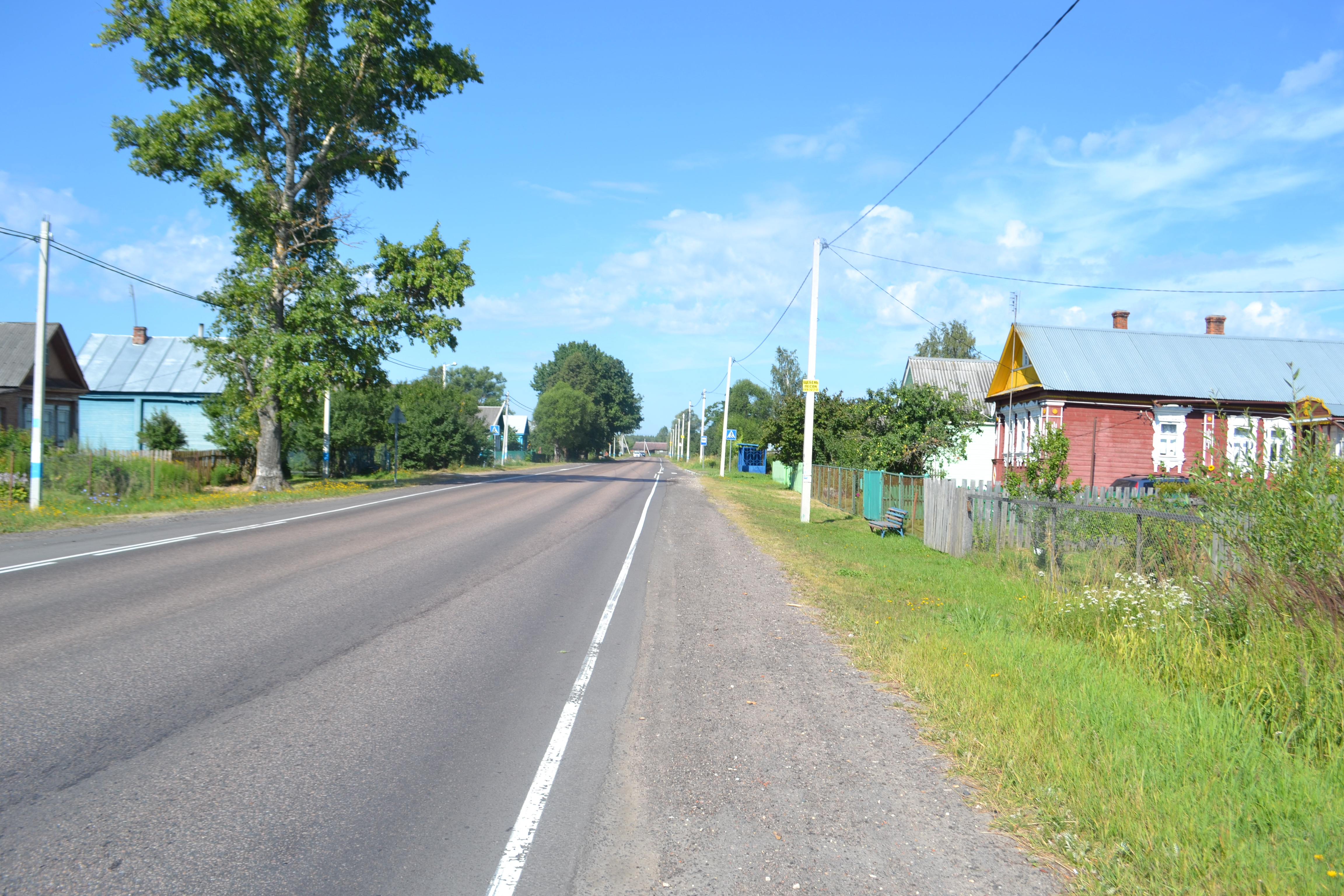
Дубровка
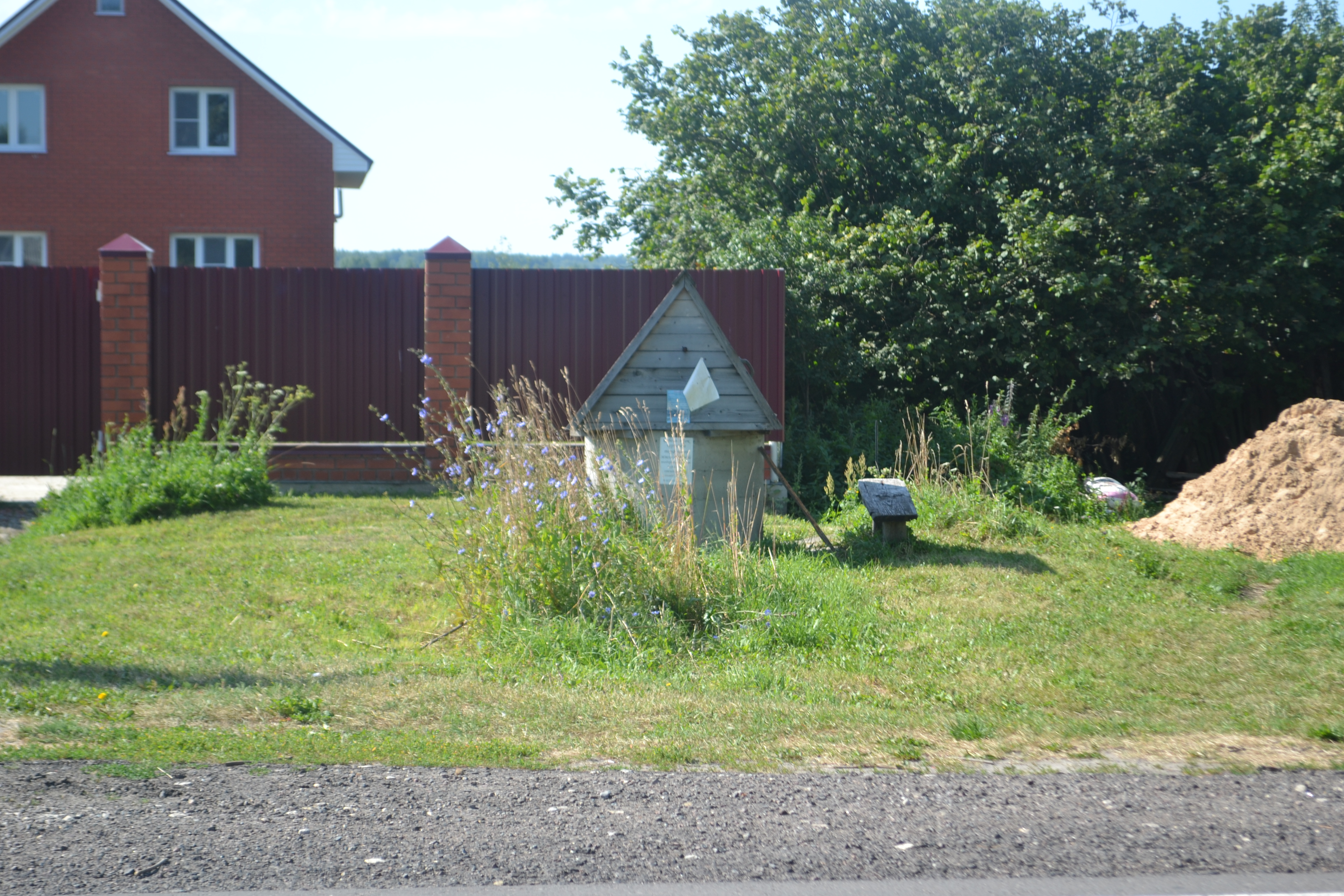
Общественный колодец